# セオドア・ルーズベルト
セオドア ・ルーズベルト・ジュニア（英語: Theodore  Roosevelt Jr.、[ˈθiːəˌdɔːɚ ˈɹoʊzəˌvɛlt]、1858年10月27日 - 1919年1月6日）は、アメリカ合衆国の政治家、軍人で第26代大統領に1901年から1909年まで在任した。愛称のテディ（Teddy）やイニシャルのT.R.として知られており、ニミッツ級の4番艦セオドア・ルーズベルトの艦名の由来となった人物である。
精力的な個性、成し遂げた業績と合衆国の利益、国の発展期に示したリーダーシップと、「カウボーイ」的な男性らしさでよく知られる。共和党のリーダー、および短命に終わった進歩党の創設者であった。大統領就任までに市、州、連邦政府での要職に在籍した。また政治家としての業績とほぼ同等に、軍人、作家、ハンター、探検家、自然主義者としての名声も併せ持つ。
姓はルーズヴェルトあるいはローズベルト、ローズヴェルトとも表記する。フランクリンはオランダ系移民の子孫であり、近年の多くの研究書や辞典類、教科書ではオランダ語風の発音であるローズヴェルトの表記が採用されている。

## 概要
裕福な家庭に生まれたルーズベルトは、博物学好きで喘息に苦しむ虚弱な子供であった。彼は体力の無さに応じて人生の奮闘を決心した。彼は自宅で学習し、自然に情熱を抱くようになる。大学はハーバード大学に入学し、そこで海軍への関心を高めるようになる。ハーバード大学卒業から1年後の1881年、彼は最年少議員としてニューヨーク州下院に選任される。1882年には「The Naval War of 1812」を出版し、歴史家としての名声を確立した。1884年に、母と出産直後の妻を同じ日に失い、家を出奔、バッドランズで数年間生活した後、ニューヨークに戻って市警察の腐敗と戦うことで名声を得る。ルーズベルトが海軍次官として事実上海軍省を運営していた間に米西戦争が勃発した。彼は直ちに職を辞し、陸軍士官としてキューバで小さな連隊を率いて奮戦した。死後の2001年1月16日、その功績に応じて名誉勲章が追贈されている。戦後彼はニューヨークに戻り知事選に出馬、僅差で当選する。それから2年の内に、彼は副大統領に選出された。
1901年、ウィリアム・マッキンリー大統領が暗殺され、42歳（米国史上最年少）で大統領に就任した。ルーズベルトは共和党を「進歩」の方向に動かそうとし、当時、鉄道を支配していたモルガンを反トラストで規制し、独禁法の制定や企業規制を増やした。彼は国内の課題を説明するため「スクエア・ディール Square Deal」という句を作り出した。そして、一般市民がその政策の下で正当な分け前を得ることができると強調した。彼はアウトドアスポーツ愛好家および自然主義者として、自然保護運動を支援した。世界の檜舞台でルーズベルトの政策は、そのスローガン「穏やかに話し、大きな棒を運ぶ。（大口を叩かず、必要なときだけ力を振るう。）Speak softly and carry a big stick」から棍棒外交と呼ばれる。ルーズベルトはパナマ運河の完成の後ろ盾となった。彼はグレート・ホワイト・フリートを派遣し、アメリカ合衆国の力を誇示した。そして、日露戦争の停戦を仲介し、その功績で1906年にノーベル平和賞を受賞した。彼はノーベル賞を受賞した初のアメリカ人であった。
ルーズベルトは1908年の大統領選への再出馬を固辞した。公職を引退した後、彼はアフリカでサファリを行い、ヨーロッパを旅行した。帰国後、彼は指名した後継者のウィリアム・タフトとの間に大きな亀裂を生じた。1912年の大統領選でタフトから共和党候補の指名を手に入れることを試みたが、失敗すると革新党を結成した。彼は第3党の候補として選挙戦で2位となり、タフトには勝利したものの、ウッドロウ・ウィルソンが大統領に当選した。選挙後、ルーズベルトは南米への遠征旅行を行う。彼が探検したルーズベルト川(en)は現在その名を冠する。旅行でマラリアに感染し、その数年後、60歳で死去した。ルーズベルトは歴代アメリカ合衆国大統領のランキングで現在でも偉大な大統領の一人として格付けされる。

## 名称
姓はローズベルト、ローズヴェルトとも表記される。第32代大統領フランクリン・ルーズベルトは五従弟（12親等）に当たり、またフランクリンの妻エレノアは姪にあたる。

## 生涯

### 生い立ちと家族
ルーズベルト家はオランダ人が起源の移民であった。1649年にクラウス・M・ローゼンベルツがオランダから移住、2代目ニコラスが姓をルーズベルトと改め、その時代に家系が2つに分かれた。一方がセオドアの家系、もう一方がフランクリンの家系である。一族は多くの財産に富み、19世紀には多くのビジネスに影響力を持っていた。その中には板ガラスの輸入も含まれた。一家は1850年代の半ばまで強い民主党支持者であり、その後新たに結党された共和党に加わった。「Thee」として知られたセオドアの父はニューヨークの篤志家であり、商人であり、一族の板ガラス輸入会社「ルーズベルト・アンド・サン」社のパートナーであった。父親は情熱的なユニオニストであり、南北戦争の期間はエイブラハム・リンカーンと北軍を支援した。母親のマーサ・「ミッティー」ブロックはジョージア州ロズウェル出身のサザン・ベルであり、その家族は奴隷を所有し、南軍を支持していた。母親の兄弟、セオドアの伯父のジェームズ・ダンウッディ・ブロック(1823〜1901)はアメリカ海軍の士官で、南部同盟の海軍大将、海軍の資材調達将校およびイギリスの諜報部員であった。もう一人の叔父、アーバイン・ブロック(1842〜98)は南部同盟のスループ、アラバマ (CSS Alabama) の士官候補生であった。両名とも戦後はイギリスに留まった。ルーズベルトはニューヨークにある祖父母の家で、幼少時にエイブラハム・リンカーンの葬列が通るのを目撃している。
セオドア・ルーズベルトは、1858年10月27日にセオドア・ルーズベルト・シニア（1831年 - 1878年）およびマーサ・ブロック（1835年 - 1884年）の4人の子供の2番目、長男としてニューヨーク市の東20番街28番地、現在のグラマシー・パークの一部で誕生した。母マーサは美貌で『風と共に去りぬ』のスカーレット・オハラのモデルといわれた。姉のアナは幼少時「バミー」、成長してからは「バイ」の愛称で呼ばれていた。弟のエリオットは後のファーストレディ、エレノア・ルーズベルトの父であり、妹のコリーヌは新聞コラムニストのジョセフ・オルソプおよびスチュワート・オルソプの祖母であった。
幼少時は病弱で、喘息持ちであった。幼児期の大半をベッドで支援されるか、椅子で猫背になって眠らなければならず、頻繁に病気に罹っていた。しかしながら病気がちにもかかわらず多動で悪戯好きな子供であり、ひどい音痴であった。彼の一生の動物学への関心は、7歳の時に地方の市場で見かけたアザラシの死体によって形作られた。ルーズベルトは二人の従兄弟（一人は映画監督であり、リゾートホテル経営者のアンドレ・ルーズベルト）と共にアザラシの頭を手に入れ、彼らは「ルーズベルト自然歴史博物館」を開設した。彼は剥製術の基本を学び、間に合わせの博物館を自らが殺すか捕らえるかした動物で満たし、研究し、展示の準備をした。9歳で彼は「昆虫の博物学」と題する論文を体系化した。
ルーズベルトは1903年の手紙の中で、自らの幼年期の経験について次のように記述している。

私が覚えている限り、それらは全く平凡であった。私はかなり病弱で、かなり臆病な小さい少年だった。そして、とりとめのない読書と博物学が非常に好きで、どんなスポーツにも優れなかった。私は喘息のため学校へ行くことができなかった。神経質で、自意識が強かった。私の記憶では、私の信念はリーダーシップの点で普通の遊び仲間よりかなり下にあったと思う。しかしながら、私には想像的な気質があり、これは時々私の他の短所の埋め合わせをした。要するに、私は父母のおかげで非常に幸せな幼年期を送り、自身がそこから出てこなければならなかったことを、若干の驚きをもって振り返りたいと思う！。私は16歳になるまでどんな才能や、普通の能力さえ示し始めなかった。そのときまで、博物学のコレクションを製作し、ある一定の限られた分野の読書を行い、運動に優れていない小さな少年の普通の走り書きに満足する以外、私を何が平均まで引き上げたのか思い出すことができない。

病弱な体質を克服するため、父親はルーズベルトに運動を始めるよう勧めた。彼はボクシングの練習を始め、運動を好むようになり、グランド・キャニオンのような自然の地域に通い、アウトドアスポーツに熱中した。彼の精力的な規範は20世紀初頭、都市のスポーツ・ブームの中で運動の流行に影響を及ぼした。1869年から70年にかけて一家で行ったヨーロッパ旅行と、72年から73年にかけて行った中東旅行は彼に永久的な影響を与えた。
セオドア・シニアは息子に大きな影響を与えた。ルーズベルトは「私の父、セオドア・ルーズベルトは私が知る限り一番の人物であった。彼は強さと勇気、優しさと思いやり、大きな利他性を持ち合わせていた。彼は私たち子供に対して利己心、残酷さ、怠惰、臆病、不誠実を許容しないだろう。」と綴っている。
彼は妹のコリーヌに、国のためにいかなる重大な処置や重大な決定を行う際、父がどのような立場を取ったかを考えなかったことはなかったと語った。
ルーズベルトの最初の妻はアリス・ハサウェイ・リーであり、生まれた娘にもアリスの名前を付けた。妻のアリスは1884年2月14日に一人娘アリスを生んだ2日後に死去した。彼女は、妊娠により診断が見落とされた腎臓病だった。同じ日の午前3時、同じ家で母も腸チフスのため死去した。妻が死ぬおよそ11時間前のことであった。ルーズベルトは娘を姉のアナに預け、ニューヨークに残していった。同日の彼の日記には大きなXと、「私の人生から光が消え去った。」と書かれていた。その後間もなく彼は妻への追悼文を書き、個人的に出版した。ルーズベルトは死ぬまで妻のことについて公的にも私的にも話すことはなく、自叙伝でも彼女について言及することはなかった。ルーズベルトの自叙伝執筆者、エドモンド・モリスは「妄念にとりつかれたライオンが脇腹から槍を引き抜こうとしているように、ルーズベルトはその精神からアリス・リーを消し去ろうとし始めた。それが快いならば、彼にとって非常に傷つきやすい弱さであった郷愁を満たすことができるが、それが苦痛であるなら、抑えられなければならない。『記憶が脈動できないくらいまで静寂になるまで。』」と記している。
ルーズベルトは母と妻の死後、ダコタ準州（現在のノースダコタ州）へ転居し、ひとりで農場に住んでいた。1886年12月に、イーディス・カーロウと再婚。彼女との間に5人の子供（セオドア・ジュニア、カーミット、エセル、アーチボルドおよびクェンティン）をもうけた。

### 政界進出
ハーバード大学に在学中に、発展途上のアメリカ海軍が米英戦争においてどのような役割を果たしたかを組織的に研究し、二章の論文として完成、1882年に「The Naval War of 1812」として出版した。
1880年にハーバード大学を卒業し、コロンビア大学ロースクールに入学したが、州議会議員就任とともに中退、1882年から1884年までニューヨーク州議会のメンバーだった。
ルーズベルトがニューヨークに戻ったのは1886年で、ベンジャミン・ハリソン大統領によってアメリカ行政委員会（1889年 - 1895年）のメンバーに指名された。ニューヨーク市公安委員長は1895年に就任した。
1897年、ウィリアム・マッキンリー大統領によって、海軍次官に任命されたが、米西戦争に従軍するため、翌1898年その職を辞した。

### ラフ・ライダーズに

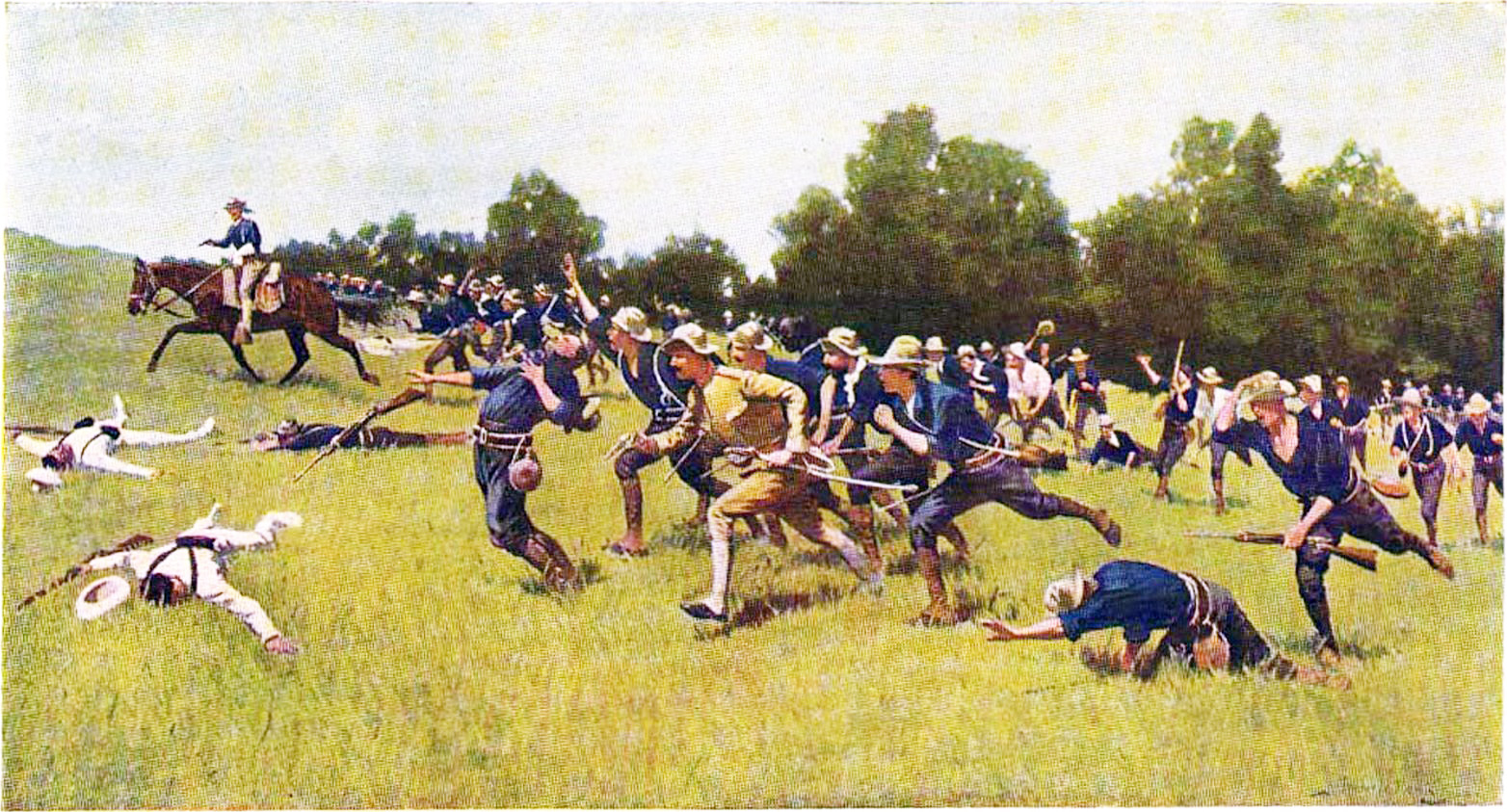
サン・フアン高地に突撃するラフ・ライダース

ルーズベルトは常に海軍の歴史に心を奪われていた。親友の下院議員ヘンリー・カボット・ロッジの推薦で、ウィリアム・マッキンリー大統領は1897年にルーズベルトを海軍次官に任命した。（当時の海軍長官ジョン・D・ロングはあまり活動的でなく、それによってルーズベルトが海軍省を支配した。）ルーズベルトは米西戦争のために海軍を整備するのに尽力し、戦闘でアメリカ軍をテストすることについて熱心に支持した。彼は「私はほぼいかなる戦争でも歓迎しなければならない。なぜなら、国がそれを必要としていると思うからだ。」と述べた。
1898年のスペインに対する宣戦布告で、ルーズベルトは海軍省を辞職した。彼はレナード・ウッド陸軍大佐の協力を得て、西部領域のカウボーイやニューヨークのアイビー・リーグの友人達から義勇兵を募集し、第1合衆国義勇騎兵隊を結成した。新聞は同部隊を「ラフ・ライダース」と呼び表した。
当初ルーズベルトは中佐の階級で、ウッド大佐の下で軍務に服した。ルーズベルト自身が「ラフ・ライダース」を指揮するようになったのは「ヤング将軍が熱で倒れた後、ウッドは旅団を担当した。これによって私は連隊を指揮するようになった。私は非常に嬉しかった。なぜならば、そのような経験は素早い先生となるからだ。」したがって、ウッドは義勇兵部隊の准将に昇進し、ルーズベルトは大佐に昇進、連隊の指揮権を与えられた。
ルーズベルトの指揮下、ラフ・ライダースは1898年7月1日にケトル・ヒルとサンフアン・ヒルへの二度の突撃（サンフアン・ヒルの戦い）で有名になった。全隊員の中で、ルーズベルトのみが乗馬して戦闘に従事した。輸送船が不足しており、隊員の馬は輸送されていなかったためである。そして、彼の馬はケトル・ヒルの最前線の塹壕の間を前後に何度も往復するのに使用された。彼は上官からの命令無しで、その危険な任務を強行した。しかしながら彼の馬、リトル・テキサスは疲れ果て、有刺鉄線のため彼はケトル・ヒルの最後の地域を徒歩で行かなければならなかった。
この戦闘の功績でルーズベルトは名誉勲章にノミネートされたが、授与は却下された。歴史家のジョン・ゲーブルは「後年ルーズベルトは、1898年7月1日のサンフアン・ヒルの戦いについて『私の人生における最良の日』と『私の曇った時間』と表現しただろう...（しかし）マラリアとその他の病気が戦死者よりも多くの兵を殺した。8月にルーズベルトとその他の士官は兵を帰国させるよう要求した。有名な『回状』と、今や連隊の司令官となったルーズベルトからの強い手紙が、司令官から新聞にリークされた。これは、陸軍長官のラッセル・アルジャーとマッキンリー大統領を怒らせることとなった。ルーズベルトは、この一件が名誉勲章を逃すこととなった原因だと信じていた。」と記している。
1997年9月、ニューヨークの下院議員リック・ラジオーは2通の推薦状を陸軍栄誉局に送った。これらの推薦状は陸軍総務局長のアール・シムズ准将と承認部長のゲイリー・シューツ一等軍曹に宛てられたが、これによってルーズベルトへの名誉勲章授与が認められた。ルーズベルトは2001年に名誉勲章が授与された。勲章は現在ホワイトハウスのルーズベルト・ルームに展示されている。彼は最初かつ唯一のアメリカ合衆国における最高位の勲章を授与された大統領である。また、歴史上唯一軍事上最高位の勲章と、平和に関する最高の賞を得た人物である。彼の長男、セオドア・ルーズベルト・ジュニアもまたその死後にノルマンディー上陸作戦での功績で名誉勲章を受章している。
軍を退役した後、ルーズベルトは「ルーズベルト大佐」や「大佐」と呼ばれるのを好んだ。「テディ」というあだ名は、彼が下品と感じ、「激しく生意気」と呼んだという事実にもかかわらず、大衆にははるかに人気のあったままであった。ルーズベルトの政治上の友人や彼と親しく働いていた人々は、彼をその階級で呼んだ。
戦争後は警視総監および州知事として、ニューヨーク州の政界で有名になった。ちなみにのちに大統領となった同姓で親戚のフランクリン・ルーズベルトもハーバード大学を卒業し、海軍次官、ニューヨーク州知事を歴任している。

### 大統領職
1900年、大統領選の副大統領候補として当選、翌年9月のウィリアム・マッキンリー大統領の死去（暗殺）に伴い大統領に昇格する。なお、就任時年齢の42歳と10ヶ月は史上最年少の米国大統領である。ちなみに、テディベアが誕生したのは大統領就任後のことである。1905年には日露戦争で日本・ロシア間の調停を務め、停戦からポーツマス条約での和平交渉に尽力した。この和平交渉の斡旋によって、ルーズベルトは1906年にノーベル平和賞を受賞した。彼は共和党保守派の妨害に抗して、革新主義政治を推進した。
南北戦争以後、財界は自由放任主義を信じ、産業組織は巨大化し、格差や労働問題など従来の法規では統制が取れなくなりつつあった。
ルーズベルトは不当なトラストに対して、それまで使われることのなかったシャーマン反トラスト法を発動し、企業の集中化を牽制した。彼の考えは、資本と生産の集中、すなわち企業合同は歴史の必然であり、合衆国に豊かな生活と高い生産性をもたらすものであることは認めるものの、巨大企業は公益の立場から政府の規制を受けなければならないというものであった。すなわち、「良いトラスト」を援助しつつも「悪いトラスト」は壊すべきという考えに立ち、そうしないと過激化する「悪い労働組合」がはびこり、社会主義の勃興を許してしまうという考えから、いわば「革命を避けるための改革」を推進しようとしたのである。
彼は大統領職8年の間に44のトラストを告発した。1902年、彼はモルガン財閥が支配する鉄道トラスト、ノーザン・セキュリティーズ（北方証券会社）を起訴し、同社は解散を余儀なくされた。他方、同じモルガン系で資本金10億ドルの鉄鋼トラスト、USスチールが「1907年恐慌」の際、南部のテネシー石炭・鉄会社を買収することは容認し、ジョン・モルガンと妥協した。
純正食品・薬事法を成立させ消費者の健康保護を図った。また、急速に破壊されていく自然を保護する為に国有林の保全と統制のとれた農地開発事業を推し進めた。
これらのルーズベルトが「スクエア・ディール」と呼ぶ、巨大資本を統制し、全国民の福祉を成し遂げるための連邦政府の強化は、「ニューディール」「フェアディール」「ニューフロンティア」と続く、政府による革新運動の最初の試みだった。しかし、トラストに対する認識が定まっていない時期でもあり、告発しても必ずしも「不当」とは判断されず、妥協せざるを得ない案件も多かった。また、都市部の新聞には社会主義的である、企業活動を混乱させ1907年の恐慌の原因になっている、と攻撃された。
対外的には、ジョン・ヘイとともにパナマ運河を着工するなど、海軍力を盾にカリブ海政策を推し進めた（棍棒外交）。モンロー主義に則った既定路線ではあったが、1904年の年次教書で「ルーズベルトの系論」と呼ばれる“アメリカは世界に対し国際警察力を行使する時期がくるかもしれない”という考えを明らかにした。

#### 内閣
| 職名         | 氏名                                   | 任期            |
| ------------ | -------------------------------------- | --------------- |
| 大統領       | セオドア・ルーズベルト                 | 1901年 - 1909年 |
| 副大統領     | チャールズ・フェアバンクス             | 1905年 - 1909年 |
| 国務長官     | ジョン・ヘイ                           | 1901年 - 1905年 |
| 国務長官     | エリフ・ルート                         | 1905年 - 1909年 |
| 国務長官     | ロバート・ベイコン                     | 1909年          |
| 財務長官     | ライマン・ゲイジ                       | 1901年 - 1902年 |
| 財務長官     | レスリー・ショウ                       | 1902年 - 1907年 |
| 財務長官     | ジョージ・コーテルユー                 | 1907年 - 1909年 |
| 陸軍長官     | エリフ・ルート                         | 1901年 - 1904年 |
| 陸軍長官     | ウィリアム・タフト                     | 1904年 - 1908年 |
| 陸軍長官     | ルーク・エドワード・ライト             | 1908年 - 1909年 |
| 司法長官     | フィランダー・C・ノックス              | 1901年 - 1904年 |
| 司法長官     | ウィリアム・ヘンリー・ムーディ         | 1904年 - 1906年 |
| 司法長官     | チャールズ・ジョセフ・ボナパルト       | 1906年 - 1909年 |
| 郵政長官     | チャールズ・E・スミス                  | 1901年 - 1902年 |
| 郵政長官     | ヘンリー・C・パイン                    | 1902年 - 1904年 |
| 郵政長官     | ロバート・J・ワイン                    | 1904年 - 1905年 |
| 郵政長官     | ジョージ・コーテルユー                 | 1905年 - 1907年 |
| 郵政長官     | ジョージ・フォン・レンガーク・マイヤー | 1907年 - 1909年 |
| 海軍長官     | ジョン・デイヴィス・ロング             | 1901年 - 1902年 |
| 海軍長官     | ウィリアム・ヘンリー・ムーディ         | 1902年 - 1904年 |
| 海軍長官     | ポール・モートン                       | 1902年 - 1906年 |
| 海軍長官     | チャールズ・ジョセフ・ボナパルト       | 1906年 - 1908年 |
| 海軍長官     | ヴィクター・メトカーフ                 | 1906年 - 1908年 |
| 海軍長官     | トルーマン・ニューベリ                 | 1908年 - 1909年 |
| 内務長官     | イーサン・A・ヒチコック                | 1901年 - 1907年 |
| 内務長官     | ジェームズ・ルドルフ・ガーフィールド   | 1907年 - 1909年 |
| 農務長官     | ジェイムズ・ウィルソン                 | 1901年 - 1909年 |
| 商務労働長官 | ジョージ・コーテルユー                 | 1903年 - 1904年 |
| 商務労働長官 | ヴィクター・メトカーフ                 | 1904年 - 1906年 |
| 商務労働長官 | オスカー・ストラウス                   | 1906年 - 1909年 |

### 親日派から日本脅威論者へ

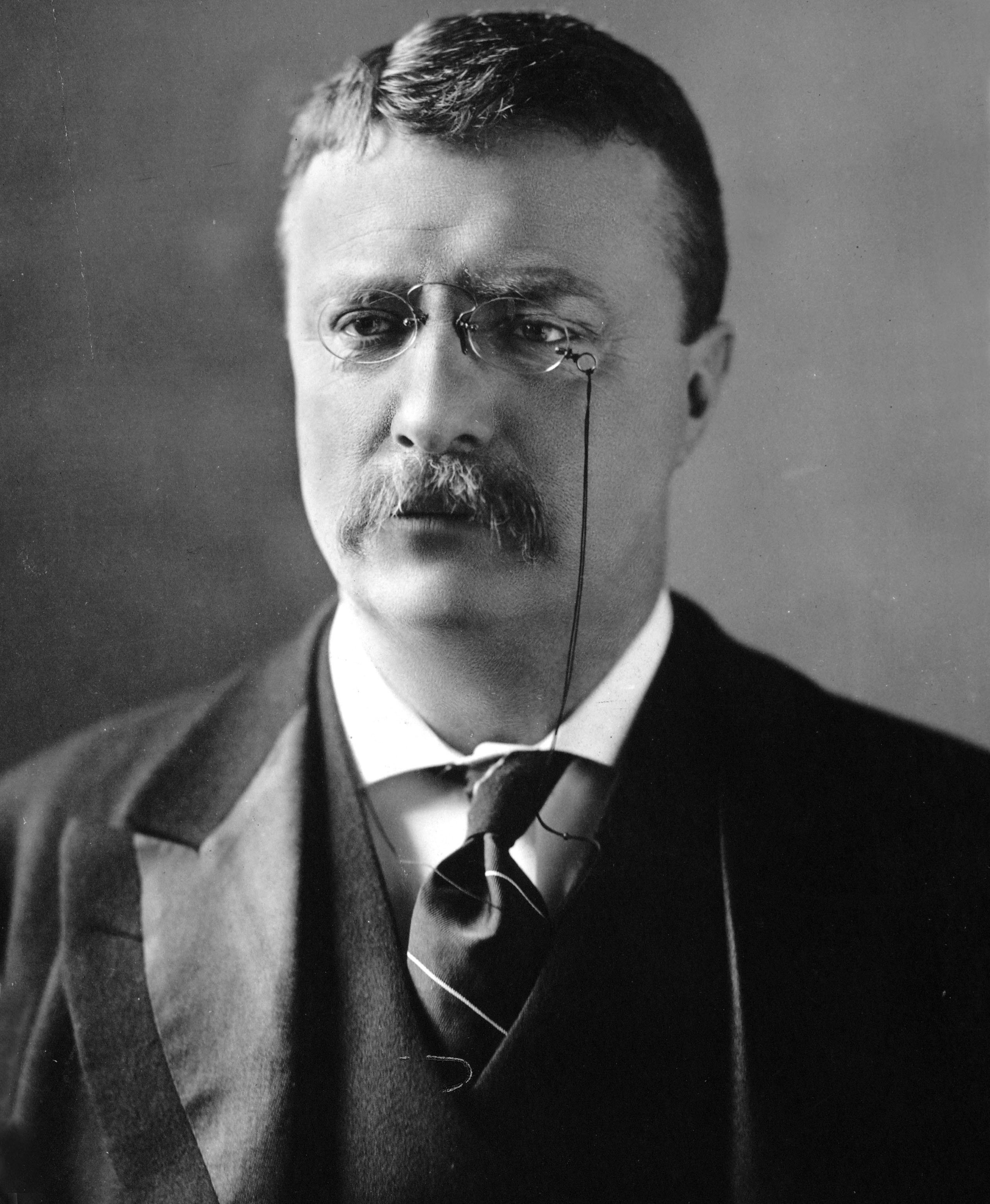
1902年

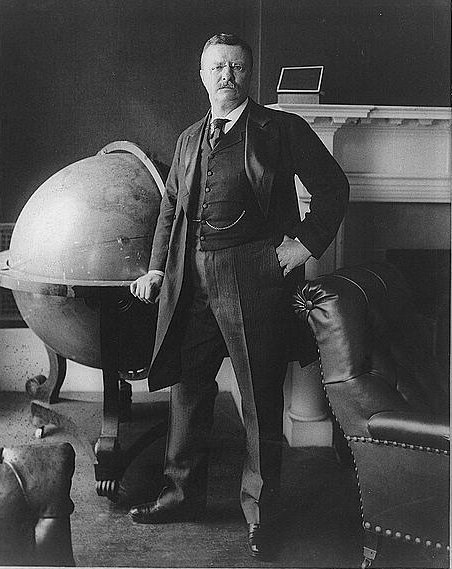
ポートレート、1903年

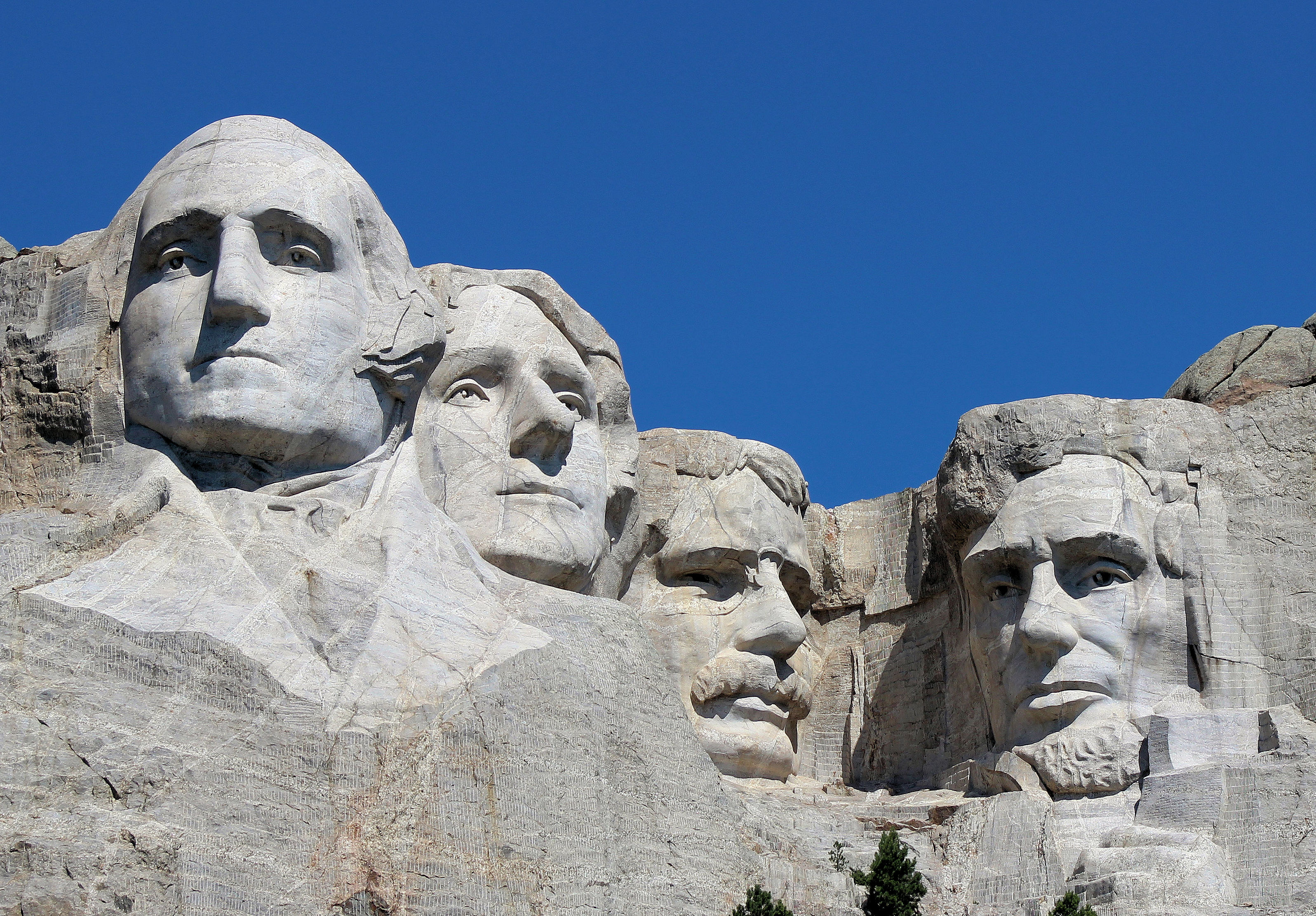
ラシュモア山にある四人の大統領の彫像（左から右へ） ジョージ・ワシントン, トーマス・ジェファーソン, セオドア・ルーズベルト, エイブラハム・リンカーン

ルーズベルトは日本に対して早い時期から強い警戒感を示していた。アルフレッド・マハンに宛てた1897年5月5日付の手紙で、以下のように述べた。
同年5月28日には、海軍大学学長フレデリック・グッドリッチ(en:Caspar F. Goodrich)に「海軍大学への秘密研究課題：日本はハワイ諸島を狙っている。我が国はこの動きを牽制する。牽制を効果あるものにするための兵力とその展開方法について研究せよ。研究にあたっては大西洋方面での外国勢力とキューバをめぐる問題が引き起こす諸問題を勘案すること」という秘密指令を出し、キューバを巡るスペインとの確執を、ハワイ併合問題の処理に利用しようとした。ルーズベルトはイギリスから二隻の新型戦艦（富士と八島）が日本に届く前にハワイ併合を行いたかった。国家の盛衰は海軍力にかかっていることを論証したマハンの思想をいち早く取り入れ海軍力を増強する日本にルーズベルトは焦っていた。
ルーズベルト大統領は日露戦争開戦当初は、ロシア帝国を満洲から駆逐するために、日本に好意的な中立を外交方針としたが、日本が勝利してみると、直ちにフィリピンが脅威を受けることに気づいた。そこでロシアを満洲から駆逐する代わりに日露両国の勢力均衡を図り、それによって日本の膨張を抑え、戦争を終結させた上でロシアに有利な平和条約を締結させようと努めた。
日露戦争の日本勝利を受け、ルーズベルト大統領はアジア情勢視察のため1905年6月末に30人の国会議員と実娘を含む一大派遣団を日本に送った。
ポーツマス条約の斡旋に乗り出したのはハーバード大学の同窓生で、面識のあった金子堅太郎（1878年卒業）の働きもあったと言われる。このころのルーズベルトは日本贔屓で日本文化に深い理解を示しており、アメリカ人初の柔道茶帯取得者であり、山下義韶から週3回の練習を受けるとともに、山下が海軍兵学校で柔道を教えるよう尽力した。東郷平八郎が読み上げた聯合艦隊解散之辞に感銘を受け、その英訳文を軍の将兵に配布している。また、忠臣蔵の英語訳本（『47ローニン』）を愛読していたとの逸話がある。新渡戸稲造の『武士道』に感銘し、自ら何冊か買って友人に読むようにプレゼントした。
日露戦争後は、次第に極東で台頭する日本に対しては警戒心を感じるようになり、やがて贔屓も薄れ、事務的かつ冷淡な場面も見られた。艦隊（グレート・ホワイト・フリート）を日本に寄港させ、強大化しつつある日本を牽制した。排日移民法の端緒も彼の時代である。
日露戦争後に激化したカリフォルニア州を中心とした太平洋岸での反日運動を危惧しながら、ユージン・ホール上院議員に宛てた1906年10月27日付の私信で以下のように述べた。
ルーズベルトはノックスへの手紙（1909年2月8日付）の中で、移民問題の重要性を強調し以下のように述べた。
高山正之は「ルーズベルトはハワイの日系アメリカ人の本土移住を禁止したほか、ハーストをして反日キャンペーンを展開させて、日系人の子弟を学校から締め出し、土地所有を禁止し、市民権の取得も拒否した」と述べている。

### ルーズベルトとインディアン
ルーズベルトが大統領職に就任した時代は、すでにインディアン民族が保留地（resavation）に強制移住させられ、表立った軍事衝突は終結した後だった。1901年の大統領就任祝賀パレードにはアパッチ族のジェロニモが見世物として連れてこられ、コマンチ族のクアナが騎馬参列している。クアナとは、二人でコマンチ族の土地で狩りをする仲だった。
一方で、故郷アイダホからワシントン州に強制連行されたままのネ・ペルセ族の窮状について、世論の批判が高まっていたにもかかわらず、まったく放置していた。ギボン将軍が後押ししたジョセフ酋長の嘆願も、まったく無視し、死ぬにまかせた。「ノーベル平和賞」を受賞したルーズベルトだが、インディアン民族に対しては歴代大統領の絶滅政策を支持していた。
彼はマニフェスト・デスティニーのなかの「インディアンに対する虐殺と土地の略奪」について、次のように述べている。
無抵抗のシャイアン族のバンドが米軍によって徹底虐殺された「サンドクリークの虐殺」については、次のように賛辞を送っている。
また、こうも発言している。

### 1912年の大統領選
当時大統領職の3選は慣習的に認められていなかったため、ルーズベルトは自身の政策を継続してくれるだろうと考えられる長年の友人ウィリアム・タフトを支持した。しかしながら、タフトの勝利後に、ルーズベルトは、タフトが自分の政策に反する考えを持つことが分かり、ますます悩まされるようになった。
その結果、1912年にルーズベルトは革新党（ブル・ムース）公認候補として大統領選に立候補し、タフトに対抗した。彼は1912年10月14日ウィスコンシン州ミルウォーキーでの遊説中に、酒場の主人ジョン・シュランクによって銃撃された。胸ポケットの手帳が幸いし、軽傷だったためルーズベルトはそのまま予定されたスピーチを行った。傷は重傷ではなかったが、医師は弾丸の摘出を危険だと考え手術を行わなかった。このため彼は死ぬまで胸部に弾丸を入れたままだった。しかし、結局彼は大統領選に敗れた。ルーズベルトの出馬により共和党の支持票は割れ、民主党候補ウッドロウ・ウィルソンの勝利に貢献することとなったが、この結果を見て、ルーズベルトの大統領選出馬はウィルソンの当選を画策した勢力に唆された結果ではないかと疑われることとなった。

### 第一次世界大戦
1914年に第一次世界大戦が開戦するとルーズベルトは連合国を強く支持し、中央同盟国のドイツ帝国に対して、特に潜水艦戦に対するより厳しい政策を要求した。ルーズベルトは民主党政権のウィルソン大統領の外交政策を、ベルギーの極悪さに関する失敗とアメリカ合衆国の権益に対する侵害であるとして憤激をもって糾弾した。1916年大統領選では、自らも共和党大統領候補指名戦に出馬したものの、敗北してからはチャールズ・エヴァンズ・ヒューズを強力に支持し、「アイルランド系アメリカ人とドイツ系アメリカ人はアメリカの中立を支えたことから、愛国心が無い」と繰り返し批難した。彼は、「複数の愛国心を巧みに操る「外国系アメリカ人』ではなく、100%のアメリカ人でなければならない」と主張した。1917年にアメリカ合衆国が第一次世界大戦に連合国の一員として参戦すると、ルーズベルトは義勇歩兵師団を発足させようとしたが、ウィルソン大統領に拒否された。
ウィルソンに対するルーズベルトの攻撃は、共和党が1918年の中間選挙における議会のコントロールを勝ち得るのに援護となった。ルーズベルトは真剣に1920年の大統領選で共和党の指名を争うことができるくらい人気があったものの、長引いているマラリアのため1918年までに彼の健康は衰えていった。彼の家族と支持者は結局長年の軍における友人であったレナード・ウッド将軍を支持したが、ウッドは指名戦でウォレン・ハーディングに敗北した。
ルーズベルトの息子クェンティンは、陸軍パイロットとしてフランス戦線に従軍し、1918年に乗機が撃墜され戦死した。クェンティンは末子であり、恐らくルーズベルトのお気に入りであった。息子の死はルーズベルトに大きな衝撃を与え、そこから決して回復することはなかったと言われている。

### 死
ルーズベルトは急速に健康が衰えたものの、最期まで活動的であった。彼はスカウティング運動の熱心な提案者であった。アメリカ合衆国ボーイスカウトは彼に対してチーフスカウトシチズンのタイトルを授与した。彼は同タイトルの唯一の保持者である。初期のボーイスカウト指導者の一人は「スカウト活動に大きな刺激を与えて、非常に人気があるようにした二つのものは、ユニフォームとテディ・ルーズベルトの主戦論であった。」と語っている。
ルーズベルトはニューヨーク州ナッソー郡オイスター・ベイで炎症性リウマチで2ヶ月半の闘病生活を送った後、1919年1月6日、就寝中に冠状動脈血栓（心臓発作）のため死去した。60歳没。
遺体は、ヤング記念墓地に埋葬された。息子のアーチーは兄弟に父の死を伝える際、「年老いたライオンは死んだ The old lion is dead」との電報を送った。当時の副大統領、トーマス・R・マーシャルは「死は眠っている間にルーズベルトを連れて行かなければならなかった。なぜならば、彼が起きていたならば、戦いが生じたろうからだ。」と語った。
ニミッツ級航空母艦の4番艦セオドア・ルーズベルト (USS Theodore Roosevelt, CVN-71) は、彼にちなんで命名された。

## ウェストウィング

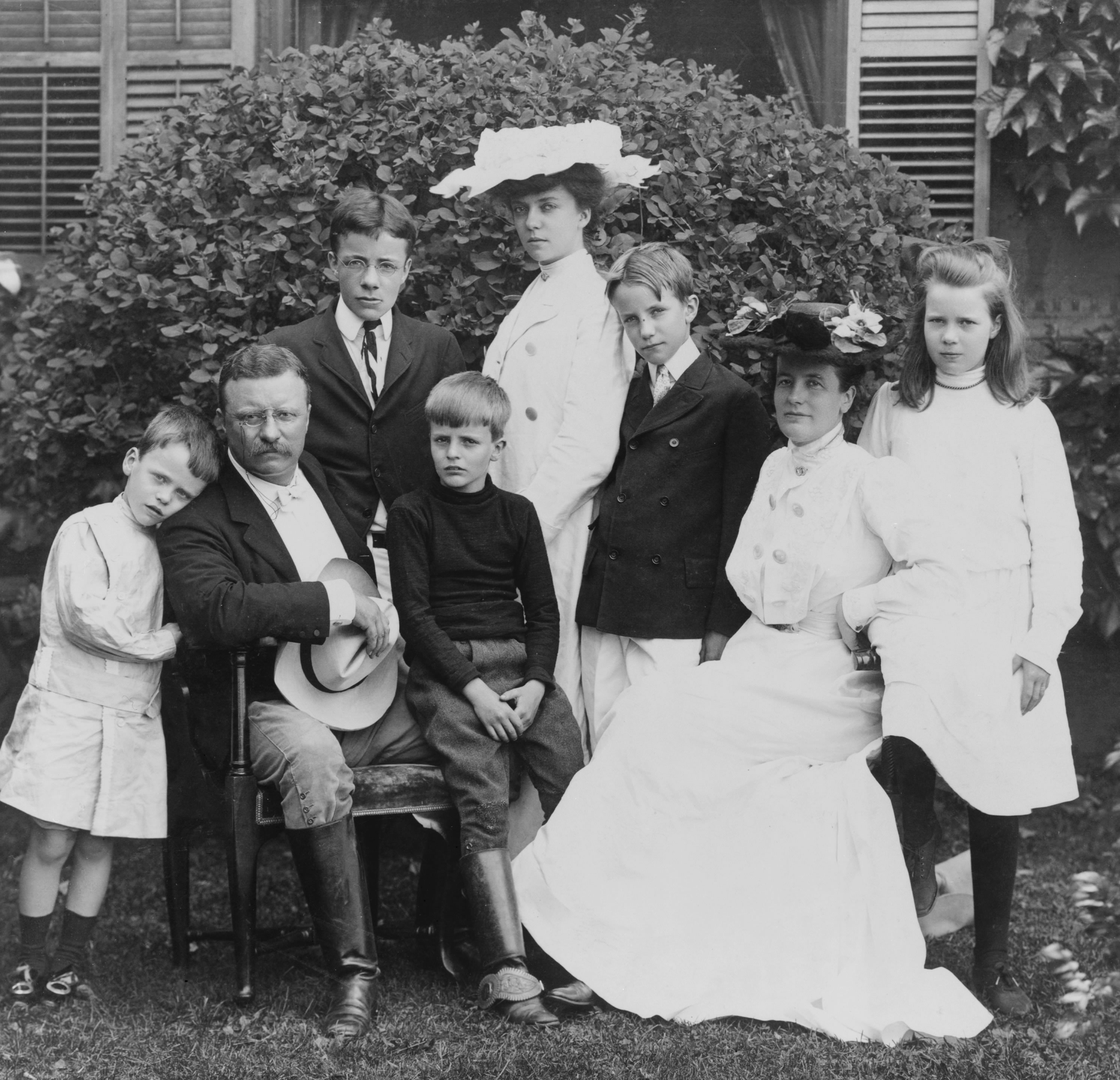
セオドア・ルーズベルト大統領一家（1903年）

セオドア・ルーズベルト一家は、過去・現在ともに前例の無い大家族（妻と4男2女）でホワイトハウスに住んでいた。メインハウスの2階部分にあったスタッフのスペースも手狭になったため、現在の大統領執務室などがあるウエストウィングを増築。現在はメインハウスを公邸とし、ウエストウィングを官邸とするようになった。
大統領として初めて、自動車、飛行機に乗り、また本格的に新聞を利用した。コーヒーを一日1ガロン飲み、当初はコーヒー一杯に5～7個の角砂糖を入れていたが、サッカリンに切り替えた。のちに彼の息子は、この大統領のコーヒーマグは「むしろ浴槽のようなもの」であったと語っている。

## 探検家テディ

### アフリカン・サファリ
1909年3月、退任後間もなくルーズベルトはニューヨークを発ち東および中央アフリカでのサファリを行った。ルーズベルト一行は英領東アフリカ（現在のケニア）、モンバサに上陸し、ベルギー領コンゴ（現在のコンゴ民主共和国）に向かい、その後ナイル川を遡上、現在のスーダン、ハルツームに向かった。アンドリュー・カーネギーの融資と自らの著書からの収入を資金とした一行は、スミソニアン博物館およびニューヨークのアメリカ自然史博物館のための標本を探した。

### 南米探検
1908年大統領選に敗北して6年後の1914年2月にルーズベルトは従来より興味を抱いていたアマゾン川流域の探検に乗り出した。直接の目的はアマゾン川最大の支流、マデイラ川の奥地にあるとされた「謎の川」(ドービト)の調査にあったが、彼の趣味である博物目的の狩猟も兼ねていた。ドービト川の調査自体は成功（後にブラジル政府により、河川名として彼の名前が冠された）したものの、探検の責任者であったカーンジト・ロンドンの補給に対する認識の甘さによる物資不足、急流や滝などに阻まれる川下りの困難さに直面し、数名の犠牲者を出し、ルーズベルト自身もマラリアに罹患、探検後半は動けなくなるほど衰弱し、ボートで寝ているしかなかった（他の隊員に迷惑をかけてしまった）自分自身を嘆き自殺まで考える程の苦難の探検となった。探検前からあまり良好とは言えなかった彼の健康状態を決定的に悪化させたのがこの探検である、と推測する歴史家も多い。彼は帰国後探検手記を出版したが、その中で印象的に描かれていた「アマゾンの獰猛な肉食魚」ピラニアの知名度をアメリカ人の中で上げるきっかけともなった。

## その他

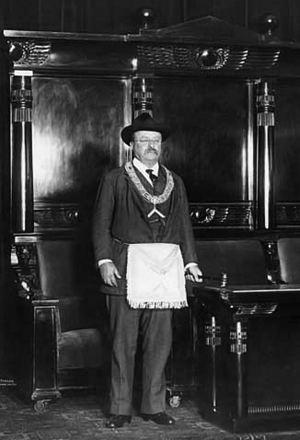
フリーメイソンの正装を着たルーズベルト

- 1901年に、ニューヨーク州オイスターベイにあるマティンコック・ロッジNo.806でフリーメイソンに加入[51]。
- 1901年10月17日に、黒人指導者ブッカー・ワシントンをホワイトハウスの大統領主催の晩餐会に招いたが、このことについて南部白人社会が激高。テネシー州メンフィスの新聞は、「ニガーとメシを食うとは前例のない言語道断の暴挙」と報道する[52]。
- 1904年にボクシングで左目を打たれ、1908年には失明した。それを知っていたのはごく親しい友人のみである。
- 1905年10月、選手の負傷が多発し死亡事故まで起きていたアメリカンフットボールを問題視し、ホワイトハウスにイェール大学、ハーバード大学、プリンストン大学の各責任者を招集し健全化を要求、安全なルールにするか、禁止するよう意見した[53]。
- 大統領就任式で聖書を用いずに宣誓した唯一の大統領である[注釈 3]。
- ゴア・ヴィダルの小説『帝国 Empire』の中でハリー・タートルドーブの名前で登場している。またジョン・ミリアス監督の映画「風とライオン The Wind and the Lion」にも登場している。
- ニューヨーク州知事時代に、彼のモットーとして発言したことわざ「Speak softly and carry a big stick」は有名になり（参考:棍棒外交）、のちに漫画『ピーナッツ』でもパロディがされた。
- 身長は5フィート10インチ（約178cm）だった[54]。
- 2020年、ニューヨーク市のアメリカ自然史博物館前に設置されていたセオドア・ルーズベルト像の撤去が決定された。これは本人に問題があったのではなく、2020年ミネアポリス反人種差別デモが拡大する中で、像の両脇に先住民とアフリカ系の男性が立っている構図が人種差別的であるとしてされたもの[55]。
- コメディ映画『ナイト ミュージアム』シリーズで、夜に命を吹きこまれるアメリカ自然史博物館の展示物のリーダー（演：ロビン・ウィリアムス）として登場。ただし、映画の設定は上記の銅像ではなく、室内エントランスに展示されている蝋人形という設定になっている。

## メディア
- Parade for the school children of San Francisco, down Van Ness Avenue
- Collection of video clips of Roosevelt

- Roosevelt goes for a ride in Archibald Hoxsey's plane in October 1910